# 希爾伯特第六問題

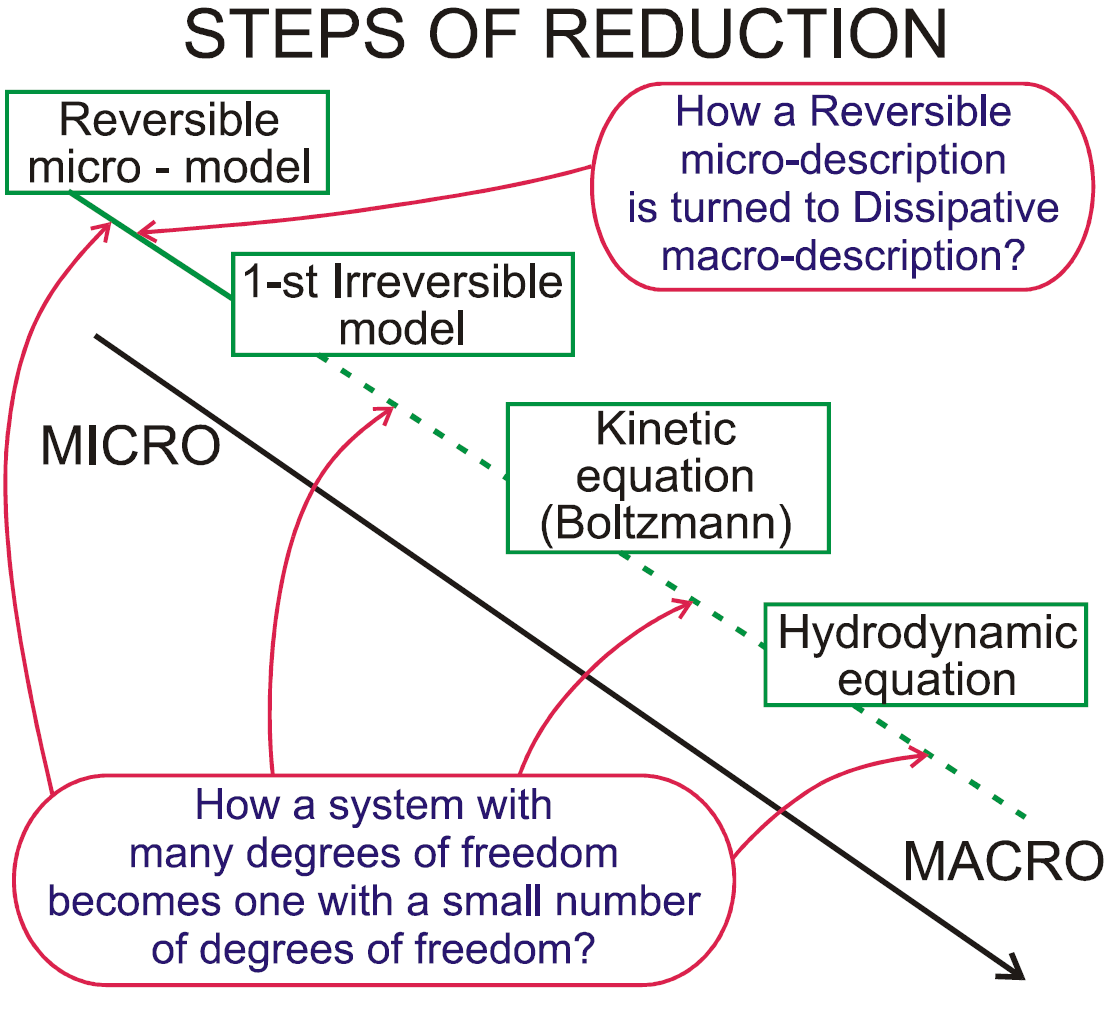
從微觀動力系統（原子觀點）到巨觀動力系統（連續體運動定律）之間的模型簡化。

希爾伯特第六問題（英語：Hilbert's sixth problem）即公理化物理（axiomatize physics），是希爾伯特的23個問題之一。雖然物理學並非數學，但是兩者之間的關係密切，許多物理學上的概念可藉由數學來明確化，而數學上有一些東西的靈感也是來自於物理學的研究，微積分就是最著名的例子，因此德國數學家大衛·希爾伯特（David Hilbert）認為能使用數學上公理化的概念來將物理學給「公理化」，而後來也確實有人進行這項工作，並且也獲得了成功，凡舉古典力學、機率論、熱力學、狹義相對論乃至於量子力學都有人進行公理化的工作。

## 敘述
這問題出現在希爾伯特於1900年列出、並廣為引用的希爾伯特問題之列。其陳述翻譯成中文如下：
六、物理學公理的數學處理。對幾何基礎的檢視，給出了如次的問題：『以同樣的方式，也就是公理系統的方式，來處理物理中數學佔有重要成分的分支；其中的第一層是機率論和力學。』
希爾伯特隨後又給出對問題更多的解釋及其可能的特定形式：
關於機率論的公理，我認為，對其邏輯的搜尋，應當要伴隨著在數學物理的平均值方法方面精確且令人滿意的發展，特別地要在氣體動力論方面有這樣的發展‧‧‧波茲曼在力學原理方面的研究顯示說，數學地發展限制過程的問題，可從原子層次觀點出發發展出連續體運動定律。

## 歷史
希爾伯特本人對第六問題做出了許多貢獻；特別地，他在列出這問題後投身於相關領域的物理學研究之中。
1910年代，天體力學演變成廣義相對論。希爾伯特和埃米·諾特和愛因斯坦大量通信以討論這理論的數學。
1920年代，微觀系統的力學發展成量子力學，希爾伯特在馮諾伊曼、Lothar Wolfgang Nordheim和尤金·維格納等人的幫助下開始發展量子力學的公理基礎（見希爾伯特空間）。與此同時，狄拉克獨立地以接近公理系統的方式發展量子力學公式；此外外爾也在薛丁格的幫助下從事此工作。
1930年代，安德烈·柯爾莫哥洛夫以測度發展出機率論的公理基礎。
自1960年代起，由於Arthur Wightman和鲁道夫·哈格等人的研究，一般咸信當代對量子場論的描述已接近公理化。
1990至2000年代，許多數學家開始研究「從原子層次觀點出發發展出連續體運動定律的限制過程」的問題，近期主要的發展由Laure Saint-Raymond、Marshall Slemrod、Alexander N. Gorban和Ilya Karlin等人總結。

## 現狀
希爾伯特第六問題提議說將公理系統延伸到物理和其他領域等既有數學以外的領域，而其延伸需要物理語義的發展，而其中對物理現實應當進行的形式分析是必要的。以下是描述多數物理基本現象的基礎理論：
- 量子場論，[10]為標準模型提供數學框架的理論；
- 廣義相對論，描述空間和引力在巨觀現象的理論。

希爾伯特將廣義相對論視為物理的基礎成分；然而廣義相對論在邏輯上與量子場論不相容，這顯示說發展現在依舊未知的量子引力是必要的，在其中一般預期物理語義將扮演核心角色。希爾伯特第六問題至今依舊是開放問題。即使如此，近年來這問題助長了對物理基礎的研究，其中特別強調邏輯和言語精確性的角色，而這導致了一些有趣的結果，也就是從柯西對微分的定義直接理解不確定性原理及從公理角度出發解開通往任何量子引力路上的語義障礙、解開對等效原理量子測試方面的邏輯恆真式，以及馬克士威第一方程式形式上的不可證明問題等。

## 註解
1. ↑  Gorban, Alexander N.; Karlin, Ilya V. . Lecture Notes in Physics (LNP, vol. 660). Berlin, Heidelberg: Springer. 2005. ISBN 978-3-540-22684-0. doi:10.1007/b98103. （原始内容存档于2020-08-19）. Alt URL
2. ↑  Hilbert, David. . Bulletin of the American Mathematical Society. 1902, 8 (10): 437–479. MR 1557926. doi:10.1090/S0002-9904-1902-00923-3 .更早的德語原本的文章出現於1900年版《哥廷根快訊》（Göttinger Nachrichten）的第253-297頁，以及《數學和物理檔案》（Archiv der Mathematik und Physik）第三系列1901年號第一期的第44-63頁和的第213-237頁中。
3. ↑  Corry, L. . Archive for History of Exact Sciences. 1997, 51 (2): 83–198. doi:10.1007/BF00375141.
4. ↑  Sauer 1999，第6頁
5. ↑  van Hove, Léon. . Bull. Amer. Math. Soc. 1958, 64 (3): 95–99. MR 0092587. Zbl 0080.00416. doi:10.1090/s0002-9904-1958-10206-2 .
6. ↑  Saint-Raymond, L. . Lecture Notes in Mathematics 1971. Springer-Verlag. 2009. ISBN 978-3-540-92847-8. doi:10.1007/978-3-540-92847-8.
7. ↑  Slemrod, M. . Comput. Math. Appl. 2013, 65 (10): 1497–1501. MR 3061719. doi:10.1016/j.camwa.2012.08.016 .
8. ↑  Gorban, A.N.; Karlin, I. . Bull. Amer. Math. Soc. 2014, 51 (2): 186–246. arXiv:1310.0406 . doi:10.1090/S0273-0979-2013-01439-3 .
9. ↑  Gorban, A.N. . Phil. Trans. R. Soc. A. 2018, 376 (2118): 20170238. Bibcode:2018RSPTA.37670238G. PMID 29555808. arXiv:1803.03599 . doi:10.1098/rsta.2017.0238 .
10. ↑  Wightman, A.S. . Felix E. Browder  (编). . Proceedings of Symposia in Pure Mathematics XXVIII. American Mathematical Society. 1976: 147–240. ISBN 0-8218-1428-1.
11. ↑  Hilbert, David. . Nahrichten von der Gesellschaft der Wissenschaften zu Göttingen, Mathematisch-physikalische Klasse. 1915, 1915: 395–407  [2025-03-10]. （原始内容存档于2025-03-06）.
12. ↑  Sauer 1999
13. ↑  Theme issue . Phil. Trans. R. Soc. A. 2018, 376 (2118). doi:10.1098/rsta/376/2118 .
14. ↑  A. Majhi. . International Journal of Theoretical Physics. 2022, 61 (3). arXiv:2204.00418 . doi:10.1007/s10773-022-05051-8.
15. ↑  Majhi, A.; Sardar, G. . Pramana - J Phys. 2023, 97 (1). arXiv:2301.06327 . doi:10.1007/s12043-022-02504-x.
16. ↑  A. Majhi. . Pramana - J Phys. 2023, 61 (4)  [2025-03-10]. arXiv:2310.14930 . doi:10.1007/s12043-023-02594-1. （原始内容存档于2024-12-07）.

## 外部連結
- 希爾伯特第六問題的英語翻譯 （页面存档备份，存于）